# Atentatul de la Podujevo
Atentatul de la Podujevo a fost un atac terorist comis de albanezii kosovari la data de 16 februarie 2001 asupra unui autobuz care transporta civili într-o zonă populată de sârbi în apropiere de orașul Podujevo din Kosovo. Doisprezece civili sârbi care se aflau în drum spre mănăstirea Gračanica au murit iar alte patruzeci rănite.
Gračanica este un oraș locuit majoritar de sârbi, situat în apropierea Priștinei, o zonă locuită majoritar de albanezi. După sfârșitul Războiului din Kosovo în 1999, a devenit o enclavă sârbă în teritoriul controlat de albanezi. Relațiile dintre cele două comunități etnice erau încordate iar ocazional existau violențe.

## Incidentul
Pe 16 februarie 2001, un autobuz care transporta sârbi către Gračanica cu scopul de a comemora morții din familii pe teritoriul controlat de albanezi a fost distrus de o bombă plasată pe șosea în apropiere de Podujevo. Alături de alte patru autobuze, au fost asigurate de transportoarele blindate din partea trupelor suedeze din cadrul forțelor de menținere a păcii KFOR. Cele cinci autobuze erau plecate din orașul Niš și transportau 250 de persoane. Potrivit comandatului regional KFOR, bomba conținea între 45-90 kg de explozibil, detonată cu un fir de comandă.

## Urmări
Douăsprezece persoane din cele 56 au murit iar restul au fost grav rănite inclusiv trecătorii și pasagerii din celelalte autobuze care au fost loviți de șrapnelul exploziei. Estimarea finală a celor morți a durat ceva timp datorită dificultății identificării numărului de cadavre. Printre cei decedați sunt incluși personalul autobuzului și doi copii, precum și câteva femei.
Ancheta a fost efectuată de unitățile britanice și ucrainene de menținerea păcii. Alte șase bombe au fost descoperite în apropiere și dezamorsate. Comandantul local KFOR, brigadierul britanic Robert Fry, s-a sfătuit cu liderii sârbi și kosovari, și deși au fost ținute proteste în urma exploziei, în mare parte au fost pașnice. Explozia a înfuriat comunitatea și pe oficialii sârbi, aceștia susținând că au suportat numeroase atacuri din partea albanezilor kosovari din ultimele luni. Aceștia au cerut ca UCPMB să își oprească atacurile, iar KFOR să facă o treabă mai eficientă pentru monitorizarea situației în viitor.
Cinci albanezi au fost arestați pentru atac, dar aceștia nu au fost acuzați de nimic. Alți patru au fost suspectați pentru comiterea atacului, dar au scăpat dintr-o închisoarea administrată de SUA în 2002, prin urmare nu au fost acuzați de nicio crimă.
Un albanez, Florim Ejupi, a fost condamnat în 2008 pentru plantarea bombei la patruzeci de ani de închisoare. Cu toate acestea, a fost eliberat pe 13 martie 2009.
Pe 5 iunie 2009, procurorul-șef al KFOR-ului anunțase că misiunea UE a deschis o nouă anchetă în acest caz care a fost trimisă la biroul procurorului specialist în anchetarea acuzațiilor de crime de război.